# Hanamanahalli, Kundgol
Hanamanahalli là một làng thuộc tehsil Kundgol, huyện Dharwad, bang Karnataka, Ấn Độ.